# 船戸英夫
船戸 英夫（ふなと ひでお、1930年1月7日 - 1994年4月27日）は、日本の英文学者。
埼玉県川越市生まれ。立教大学大学院文学研究科修士課程修了。立教大学助教授、教授を務めた。1994年4月27日、在職中に肝不全のため死去。

## 著書
- 『入試英文解釈のテクニック』（旺文社） 1977
- 『酒通たのしみ読本』（新人物往来社） 1979.8
- 『一角獣・不死鳥・魔女 英文学の周辺』（弓書房） 1980.3
- 『英語聖書のことば』（岩波ジュニア新書） 1990.2

## 共編著
- 『英米メイ士録』（篠崎書林）  1971
- 『英語世界の俗信・迷信』（東浦義雄,成田成寿共著、大修館書店） 1974
- 『入試のためのねらいとまとめの英単語』（西川洋介共著 、篠崎書林） 1976.4
- 『アメリカ・イギリスもの知り百科事典 英語の背景知識の宝庫』（日本英語教育協会）  1984.3
- 『世界の奇書 探索する名著』（共著、自由国民社） 1984.9、のち改題『世界の奇書 総解説』 1990
- 『じてん・英米のキャラクター』（中野記偉共編著、研究社） 1998.8

## 翻訳
- 『天使を求めて 不屈の闘志で栄光をかちえたある盲人の記録』（ロバート・ラッセル、河出書房新社） 1965
- 『すばらしいO』（ジェームズ・サーバー、興文社） 1968
- 『イギリス・ジョーク集』（訳編、実業之日本社） 1974
- 『アメリカ・ジョーク集』（実業之日本社） 1975
- 『大予言と謎』（アンガス,ホール、学習研究社、超常世界への挑戦シリーズ） 1977.2
- 『魔女の恐怖』（ジェレミー,キングストン、学習研究社、超常世界への挑戦シリーズ） 1977.7
- 『続・イギリス・ジョーク集』（実業之日本社） 1979.9
- 『作家のシルエット 立ち話の英文学誌』（ジェイムズ・サザーランド編、研究社出版） 1979.10
- 『イギリス格言集』（実業之日本社） 1981.6
- 『イギリス版・賢い暮しのアイデア』（エリザベス・ビューモント、石原千代共訳、実業之日本社） 1986.5
- 『詩人イエス』（A・ヤング、新教出版社、新教ブックス） 1992.7

## 参考
- 著訳書の紹介文